# Diamesopora tubulosa
Diamesopora tubulosa is een mosdiertjessoort uit de familie van de Fistuliporidae. De wetenschappelijke naam van de soort is voor het eerst geldig gepubliceerd in 1852 door Hall.